# Triaeris nagarensis
Triaeris nagarensis är en spindelart som beskrevs av Benoy Krishna Tikader och C.L. Malhotra 1974. Triaeris nagarensis ingår i släktet Triaeris och familjen dansspindlar. Inga underarter finns listade i Catalogue of Life.